# Saint-Denis-d'Anjou
Saint-Denis-d'Anjou is een gemeente in het Franse departement Mayenne (regio Pays de la Loire). De plaats maakt deel uit van het arrondissement Château-Gontier. Saint-Denis-d'Anjou telde op 1 januari 2022 1.512 inwoners.

## Geografie
De oppervlakte van Saint-Denis-d'Anjou bedroeg op 1 januari 2022 41,89 vierkante kilometer; de bevolkingsdichtheid was toen 36,1 inwoners per km².

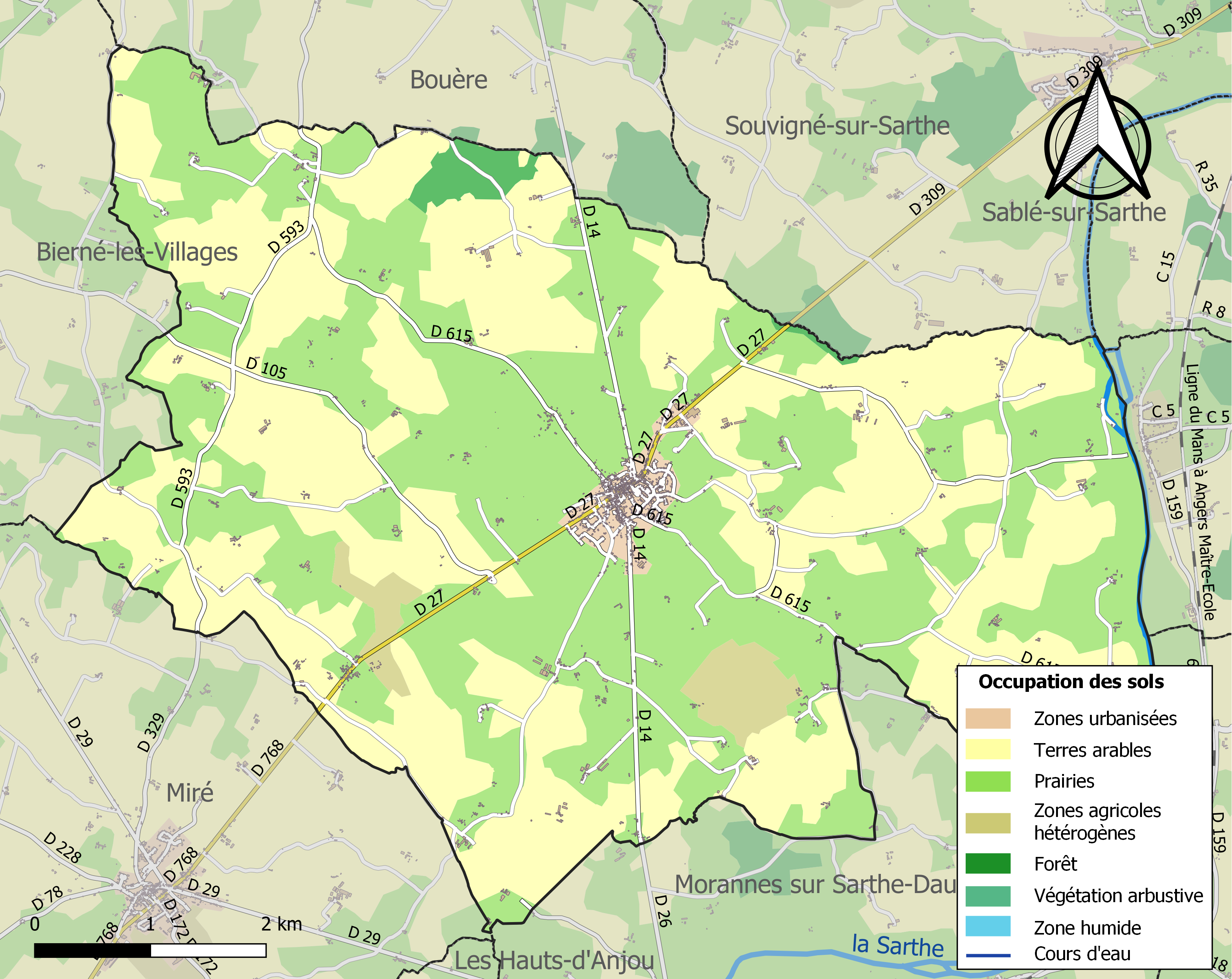
Kaart van de gemeente met de belangrijkste infrastructuur, bodemgebruik en omliggende gemeenten

## Demografie
Onderstaande figuur toont het verloop van het inwonertal (bron: INSEE-tellingen).